# Mongoliets centralbank
Mongoliets centralbank är den officiella centralbanken för Mongoliet, vilken utvecklats från den rysk-mongoliska bank som grundades 1924. 

## Centralbankschefer
- V. I. Komar (1924-1931)
- D. I. Mikilman (1924-1931)
- N. I. Doichman (1924-1931)
- S. Dovchin (1931-1939)
- Jumdzjaagijn Tsedenbal (1939-1940)
- T. Baldan (1940-1955)
- G. Baljid (1955-1960)
- L. Lkhamsuren (1960-1965)
- P. Tumur (1965-1975)
- D. Danzan (1975-1981)
- G. Khuderchuluun (1981-1991)
- N. Jargalsaikhan (1991-1992)
- D. Molomjamts (1992-1996)
- J. Unenbat (1996-2000)
- O. Chuluunbat (2000-2006)
- A. Batsukh (2006-2009)
- Lkhanaasuren Purevdorj